# Escale à Orly
Pour plus de détails, voir Fiche technique et Distribution.
Escale à Orly est un film franco-allemand réalisé par Jean Dréville, sorti en 1955.

## Synopsis
Des histoires qui se croisent, à l'aéroport de Paris-Orly. C'est une production franco-allemande, les acteurs allemands jouent des Américains.
Michèle (Dany Robin), dite « baby-face », une employée d’Orly, finit par se fiancer avec un pilote américain, après que celui-ci a été muté sur la ligne New York-Tokyo. Le pilote rêvait de retourner en Asie, car il a fait la guerre là-bas. Il veut quitter l’aéronautique pour ouvrir une quincaillerie en Arizona. Elle ne veut pas et lui rend sa bague de fiançailles.
Albert (Heinz Rühmann) l'oncle de Michèle est magasinier à Orly. Il est sourd mais appareillé. Son attention est attirée par des paquets mal faits, qui contiennent des appareils auditifs américains de très grande qualité. Il en essaye plusieurs, sans succès. Il déchire les boîtiers et trouve des cigarettes puis prévient le commissaire de l’aéroport, qui ne veut pas le croire. Le commissaire ordonne à l'oncle Albert de refaire les paquets et de les donner au patron de Mondial import-export, venu réclamer son dû.
Le commissaire est sur une affaire de trafic de cigarettes. Il arrête la secrétaire de Mondial import-export, qui a été photographiée en compagnie d’un mafieux en Italie, sans succès. Il ne croit pas le magasinier, puis ouvre les boîtiers et se rend compte de son erreur. Il se concerte avec ses collègues et décide d’arrêter le patron de Mondial import-export le lendemain, quand les paquets seront partis pour NY, où les malfrats américains seront cueillis par la police à l’aéroport. De même, la police italienne arrêtera les voyous italiens.
L’actrice Gloria (Simone Renant) va au Ritz avec son agent (François Périer) et écoute le scénario d’un auteur (Jacques Duby) : une mère qui s’efface devant l’amour entre son amant et sa fille de dix-huit ans. Gloria refuse, elle ne veut pas jouer les mères ni voir son rôle confisqué au profit du jeune couple. Son agent promet malgré tout au patron de Mondial import-export, producteur potentiel du film, que Gloria fera le film. De retour à Orly, Gloria croise un amour de jeunesse, devenue premier ministre d’Angleterre. Il refuse de recommencer leur histoire, il a beaucoup souffert de l’abandon de Gloria au profit de sa carrière d’actrice, quand ils étaient jeunes. Gloria téléphone à son agent qu’elle est prête pour le rôle de mère. Juste après, un jeune steward italien (Louis Velle) lui avoue son admiration éperdue. Gloria prend l’avion pour NY.
Le patron de Mondial import-export échappe à la police, mais l’agent de Gloria est arrêté, car il s’est vanté de connaître le patron de Mondial import-export. Il est relâché et intéresse un Cubain au film. L’oncle de Michèle reçoit un mot de la direction, il croit qu’il va être licencié et se saoule au bar d’Orly. Il monte dans l’avion de NY.
L’oncle Albert, le patron de Mondial import-export, Gloria et le pilote ex-fiancé de Michèle se retrouvent dans l’avion pour NY. Le patron de Mondial import-export est averti in extremis que la police est à ses trousses et l’attend à NY. Il détourne l’avion. Grâce au courage du pilote et de l’oncle, il est fait prisonnier. L’avion retourne à Orly. Michèle s’excuse auprès de son ex-fiancé, elle est prête pour la quincaillerie. Son fiancé la rassure : finalement, il ne quitte pas l’aviation. Ils s’embrassent. L’oncle reçoit sa prime des mains du commissaire, pour avoir découvert le trafic. Sa femme, inquiète de sa disparition, le rejoint à Orly. Il lui annonce qu’ils vont enfin pouvoir faire leur voyage de noces en Italie.

## Fiche technique
- Titre allemand : Zwischenlandung in Paris
- Réalisation : Jean Dréville, assisté de Michel Boisrond
- Scénario : Jacques Companeez et Joseph Than, d'après un roman de Curt Riess
- Dialogue : Paul Andréota
- Photographie : Helmuth Ashley
- Musique Paul Misraki
- Montage : Gabriel Rongier
- Décors : Robert Giordani
- Son : Arthur Archimbaud
- Production : Alexandre Lourié et Ray Ventura
- Pays de production :  France /  Allemagne de l'Ouest
- Genre : Comédie
- Durée : 105 minutes
- Date de sortie :
  - France : 29 avril 1955
- Affiches : Clément Hurel, Jean Mascii (France)

## Distribution
- Dany Robin : Michèle Tellier / Baby Face
- Dieter Borsche : Eddie Miller
- Simone Renant : Françoise / Gloria Morena
- François Périer : Pierre Brissac
- Heinz Rühmann : Albert Petit
- Hans Nielsen : Eugène Boreau
- René Blancard : le commissaire Martin
- Roger Tréville : Douglas Moore
- Georges Lannes : l'inspecteur Ludo
- Doris Kirchner : Arlette
- Micheline Gary : Geneviève
- Véronique Deschamps : Denise, une hôtesse d'accueil
- Reinhard Kolldehoff : Joseph
- Louis Velle : le pilote italien
- Marina Than : Jenny
- Hans Richter : Fred, l'opérateur radio
- Holger Hagen : Steve
- René Havard : André
- Jacques Duby : le scénariste
- Hubert Deschamps et Nicolas Amato : les douaniers
- Gisela von Collande : Emma Petit
- Claus Biederstaedt : Jim
- Lucien Guervil : un inspecteur
- Lucien Callamand : un employé d'Air France
- Charles Bayard : un voyageur